# Hygropoda borbonica
Espèce
Synonymes
- Dolomedes borbonicus Vinson, 1863

Hygropoda borbonica est une espèce d'araignées aranéomorphes de la famille des Pisauridae.

## Distribution
Cette espèce est endémique de La Réunion,.

## Description
Le mâle mesure 17 mm.

## Comportement
Cette espèce est une espèce pêcheuse qui laisse flotter ses pattes à la surface de l’eau et capture les proies qui les frôlent. 

## Étymologie
Son nom d'espèce lui a été donné en référence au lieu de sa découverte, La Réunion.

## Publication originale
- Vinson, 1863 : Aranéides des îles de la Réunion, Maurice et Madagascar. Paris, p. 1-337.